# Jacob Balthasar Peeters

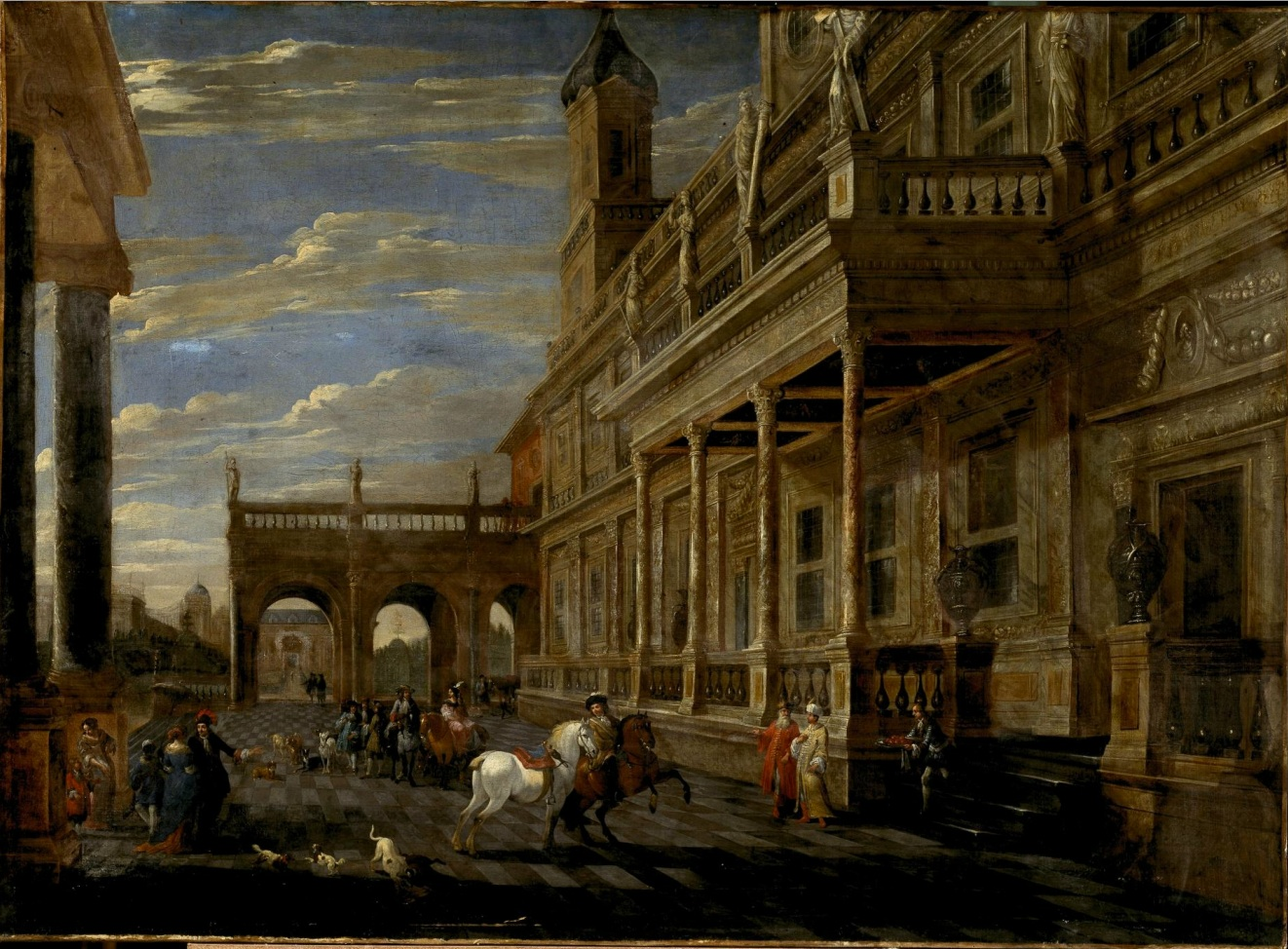
Encuentro antes de la cetrería

Jacob Balthasar Peeters, también conocido como Jacob Peeters o Jacobus Peeters (c. 1655 - después de 1721) fue un pintor flamenco que se especializó en pinturas arquitectónicas que representaban palacios imaginarios del Renacimiento y el Barroco, poblados con elegantes figuras que vestían ropas exóticas y sombreros, que se mostraban en escenarios teatrales, con posturas típicas. Peeters también pintó interiores realistas de iglesias existentes con personal.

## Vida
Se sabe muy poco sobre la vida y la carrera de Jacob Balthasar Peeters. No está claro cuándo o dónde nació. Se cree que nació en Amberes alrededor de 1655. En 1672 se registró a alguien con el nombre de Jacobus Peeters como aprendiz en el Gremio de San Lucas de Amberes, en carácter de alumno del pintor Peter van de Velde. A Peeters también se lo menciona como alumno del gremio en los años 1675-76, por lo que no está claro si se lo puede identificar con uno o ambos alumnos.

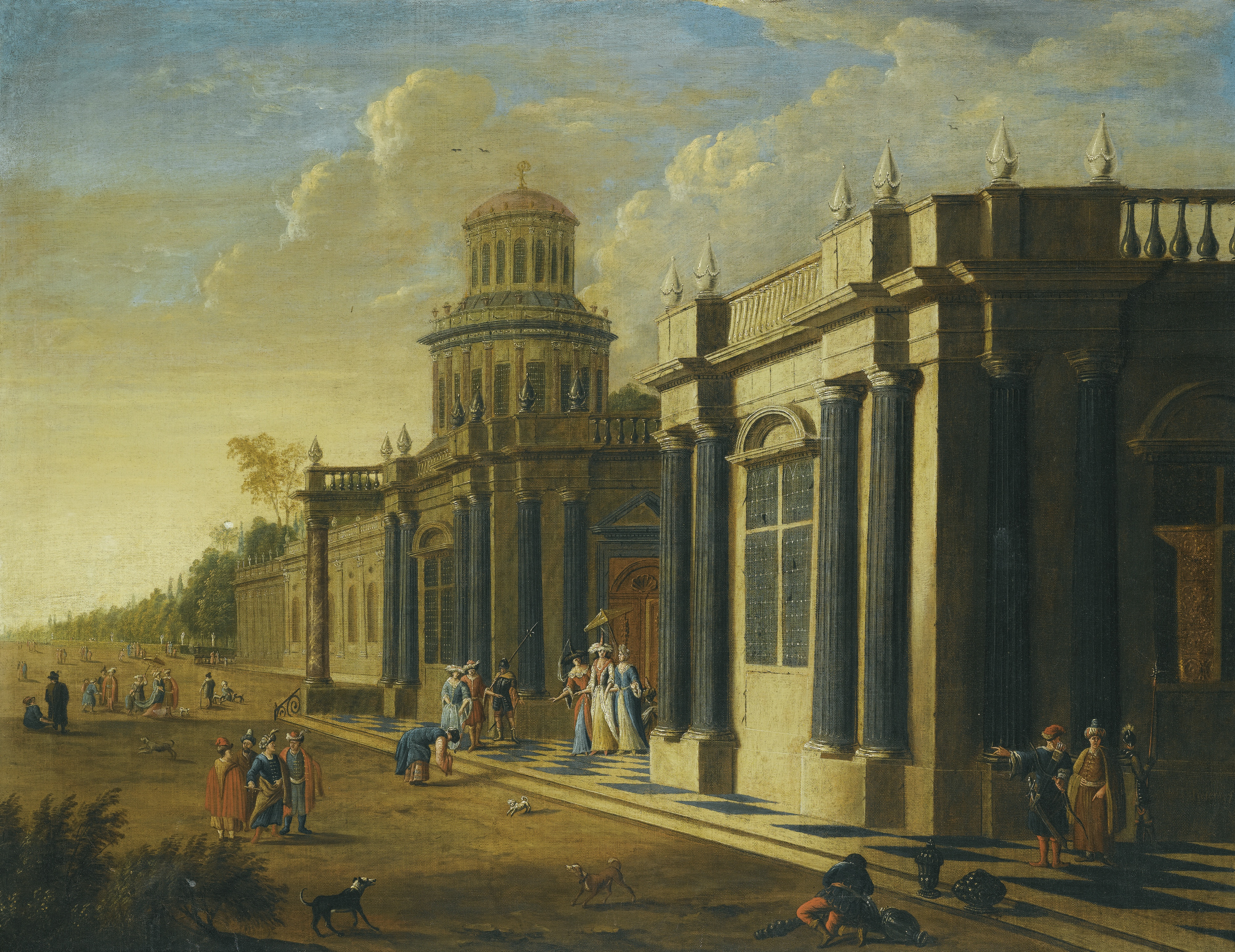
Elegantes figuras en traje oriental por un palacio

En los años 1688-1689 Peeters se convirtió en maestro dentro del gremio. Elegido en 1695 para servir como decano del gremio, prefirió pagar la contribución fija de 360 florines para estar exento de este cargo.
Sus alumnos incluyeron a Jan-Baptist van Isschot, Jan Baptist van der Straeten, Jan Carel Vierpeyl, Rombaut Bacx y Nicolaes Gillis.
La fecha y el lugar de su muerte no se conocen. El artista generalmente se describe como activo desde alrededor de 1673 hasta 1721 en Amberes. Un par de pinturas que representan los interiores de la Iglesia de los Jesuitas en Amberes y firmadas y fechadas en 1721 son evidencia de que el artista todavía estaba vivo en ese año.

## Trabajo
Jacob Balthasar Peeters fue un pintor especializado en palacios y pinturas imaginarias del Renacimiento y el Barroco de las iglesias existentes. Peeters colocaría figuras elegantes entre estas estructuras imaginarias o existentes y escenarios al aire, generalmente con sombreros y disfraces exóticos, junto con sus páginas, a menudo negras, y con perros corriendo.
 

Como era una práctica artística común en Amberes durante ese período, Peeters colaboró con otros artistas. Un par de pinturas que representan una arquitectura cortesana fantástica con personal (subasta de Hampel Munich del 25 de septiembre de 2014, lote 679) constituyen un esfuerzo de colaboración de Peeters y Hendrik van Minderhout . Van Minderhout fue un pintor holandés activo en Amberes que a menudo contribuyó con las figuras a obras de pintores locales de paisajes y perspectivas, incluido Wilhelm Schubert van Ehrenberg . El par de imágenes antes mencionadas, que fueron hechas para colgarse una al lado de la otra, demuestran los aspectos fantásticos, casi surrealistas, de las vistas imaginarias de Peeters. Uno de los lienzos ofrece una vista idealizada de un palacio con logias arqueadas redondas sostenidas por columnas y el otro de una fachada cortesana con un pórtico y una balaustrada en la parte superior. Los edificios se colocan respectivamente a la izquierda y a la derecha y desaparecen en la distancia con el escorzo en la parte trasera. Cada pintura continúa hacia una vista de un paisaje de parque idealizado con un gran estanque en el que flotan naves de recreo con cisnes como figuras decorativas. El telón de fondo es un cielo azul con nubes brillantes de color blanco grisáceo. El artista animó la escena haciendo que la luz cayera a través de los arcos de la logia, que contrasta con la fachada arquitectónica, que está a la sombra. Grupos de figuras en primer plano incluyen damas y caballeros que son tan fantasiosos como la arquitectura. Las figuras se muestran en posturas teatrales, como escenarios, algunas involucradas en una conversación. Las damas tienen peinados altísimos y los caballeros usan turbantes o cascos emplumados. Un criado negro lleva el tren de uno de los vestidos de las damas. Un guardia que sostiene una lanza está recostado contra la fachada de uno de los palacios. Algunos perros corren entre estas figuras.  

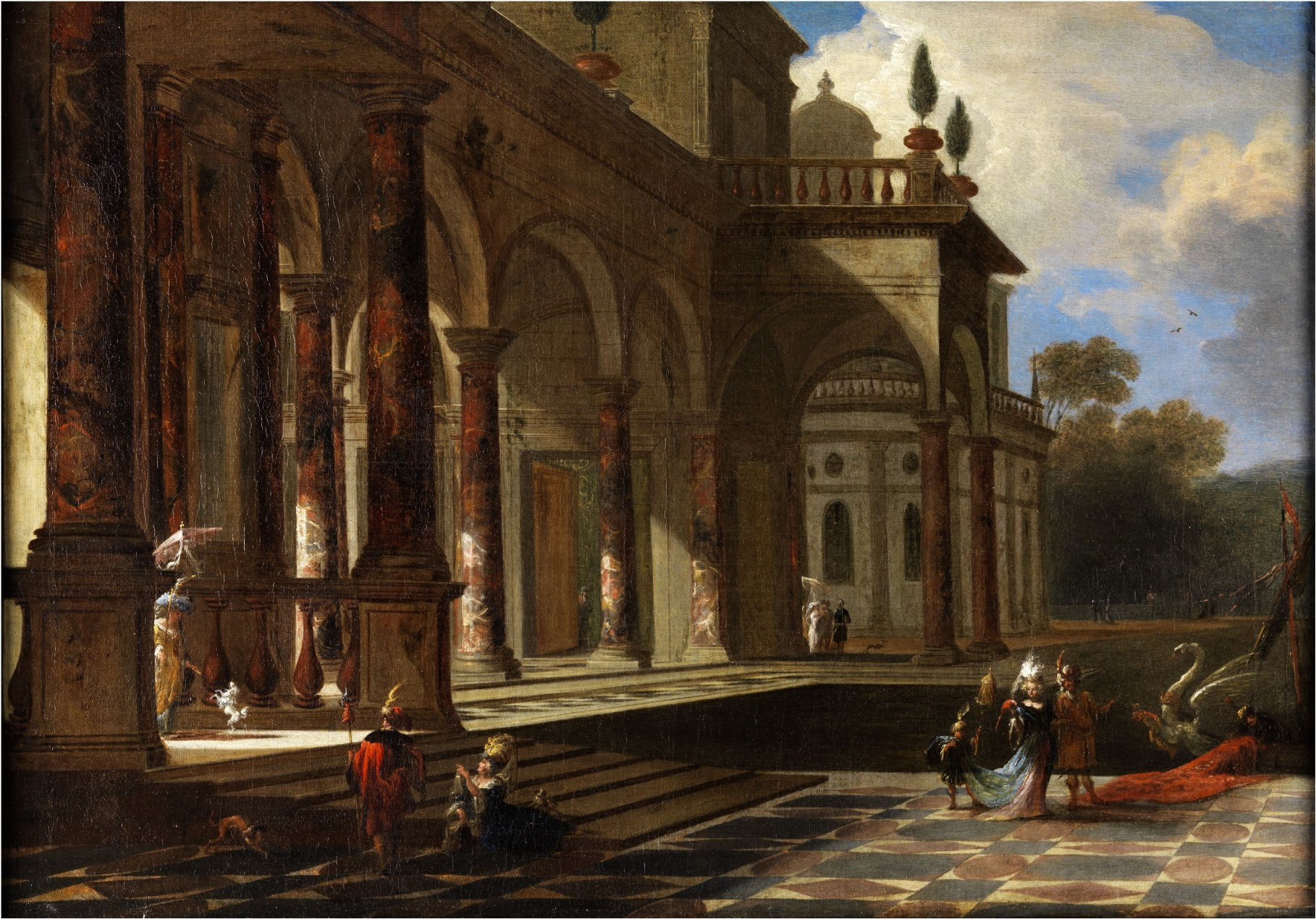
Fantástica arquitectura cortesana con personal
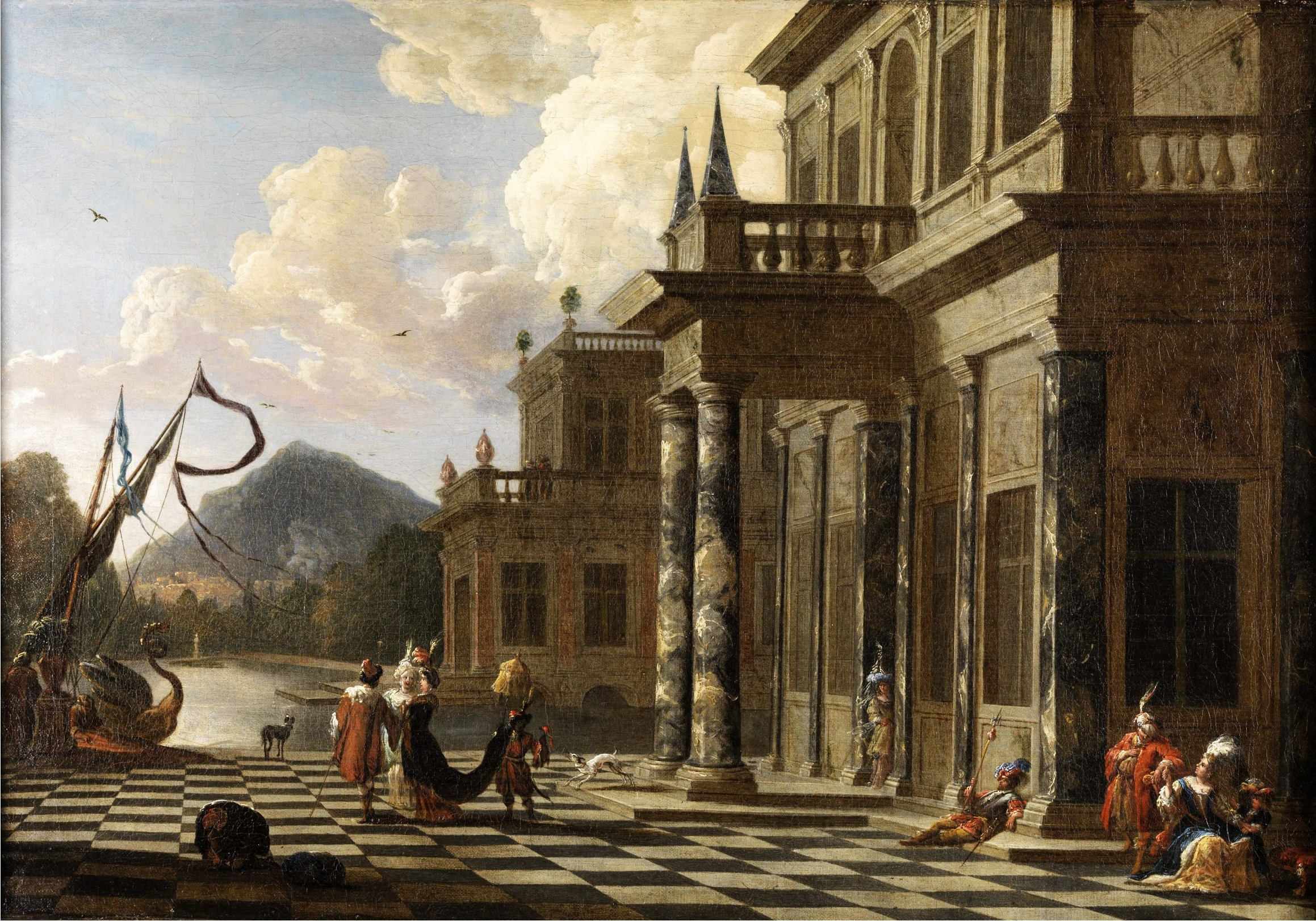
Fantástica arquitectura cortesana con personal

 Jacob Balthasar Peeters pintó varios interiores de iglesias, incluidas las iglesias jesuitas de Brujas y Amberes. Este tema fue popular en los Países Bajos durante todo el siglo XVII. Los artistas de Amberes prefirieron representar interiores de altos interiores barrocos, mientras que los artistas holandeses se concentraron en los interiores áridos de las iglesias protestantes despojadas de sus decoraciones. En comparación con los interiores de iglesias anteriores de maestros flamencos y holandeses, los interiores de las iglesias de Peeters reflejan las preferencias artísticas del siglo XVIII mediante la adición de figuras elegantes y su atención al detalle. Un par de obras en el Museo del Estado de Kunst en Copenhague con fecha de 1714 representa el interior de la Iglesia Jesuita de San Carlos Borromeo en Amberes. Un par de vistas de la misma iglesia estuvieron recientemente en el mercado del arte (subasta de Lempertz Colonia del 19 de noviembre de 2016). Las obras creadas en 1721 muestran a la iglesia en el estado antes de que parte de su decoración fuera destruida por un incendio el 18 de julio de 1718. En el incendio, se destruyó el interior de la iglesia, incluidos los murales del techo pintados por Peter Paul Rubens . Peeters pudo incluir las decoraciones perdidas en estas dos composiciones usando sus propias composiciones que precedieron al fuego, como las obras ahora en el Museo del Estado de Kunst.

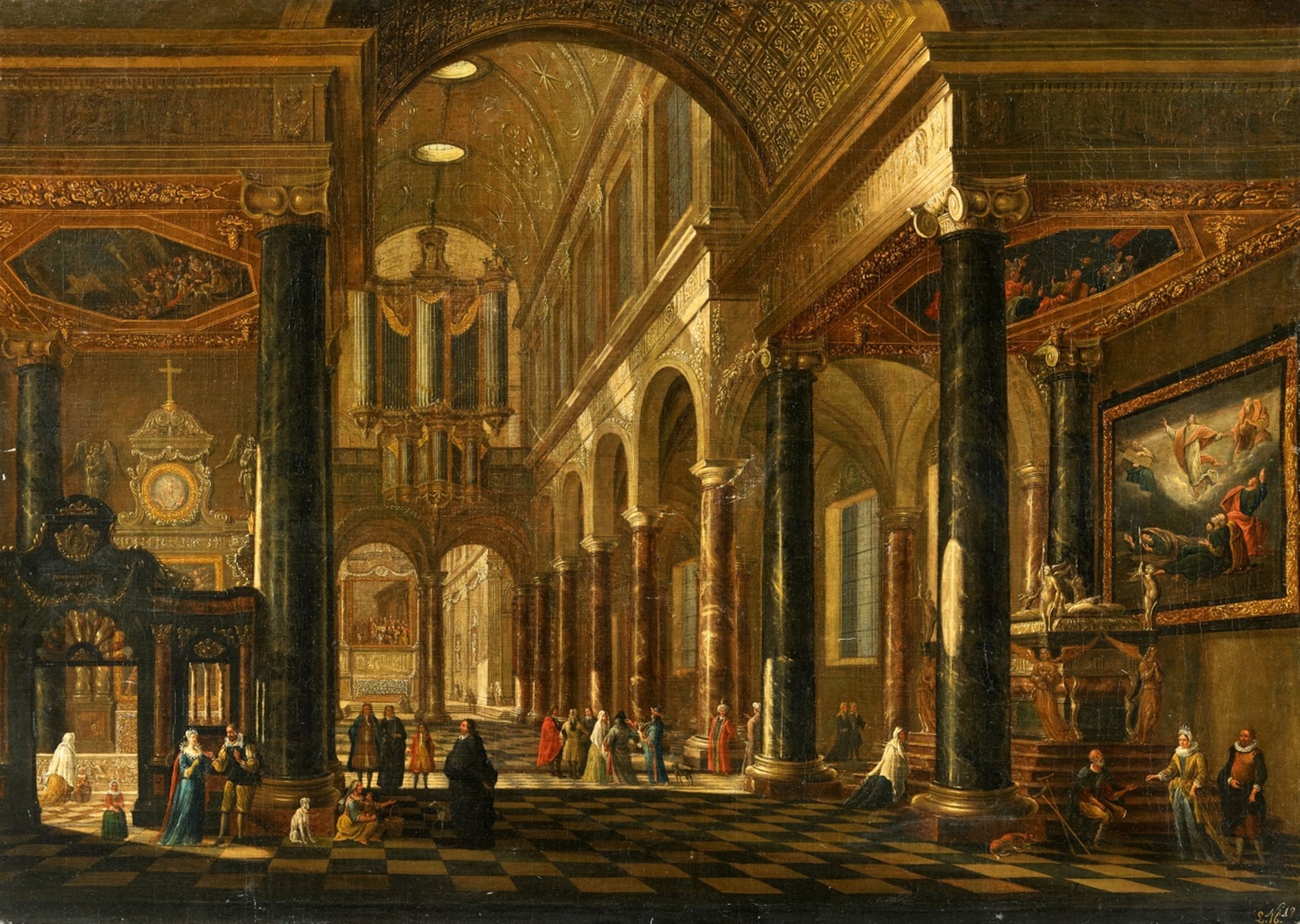
Interior de la iglesia jesuita en Amberes
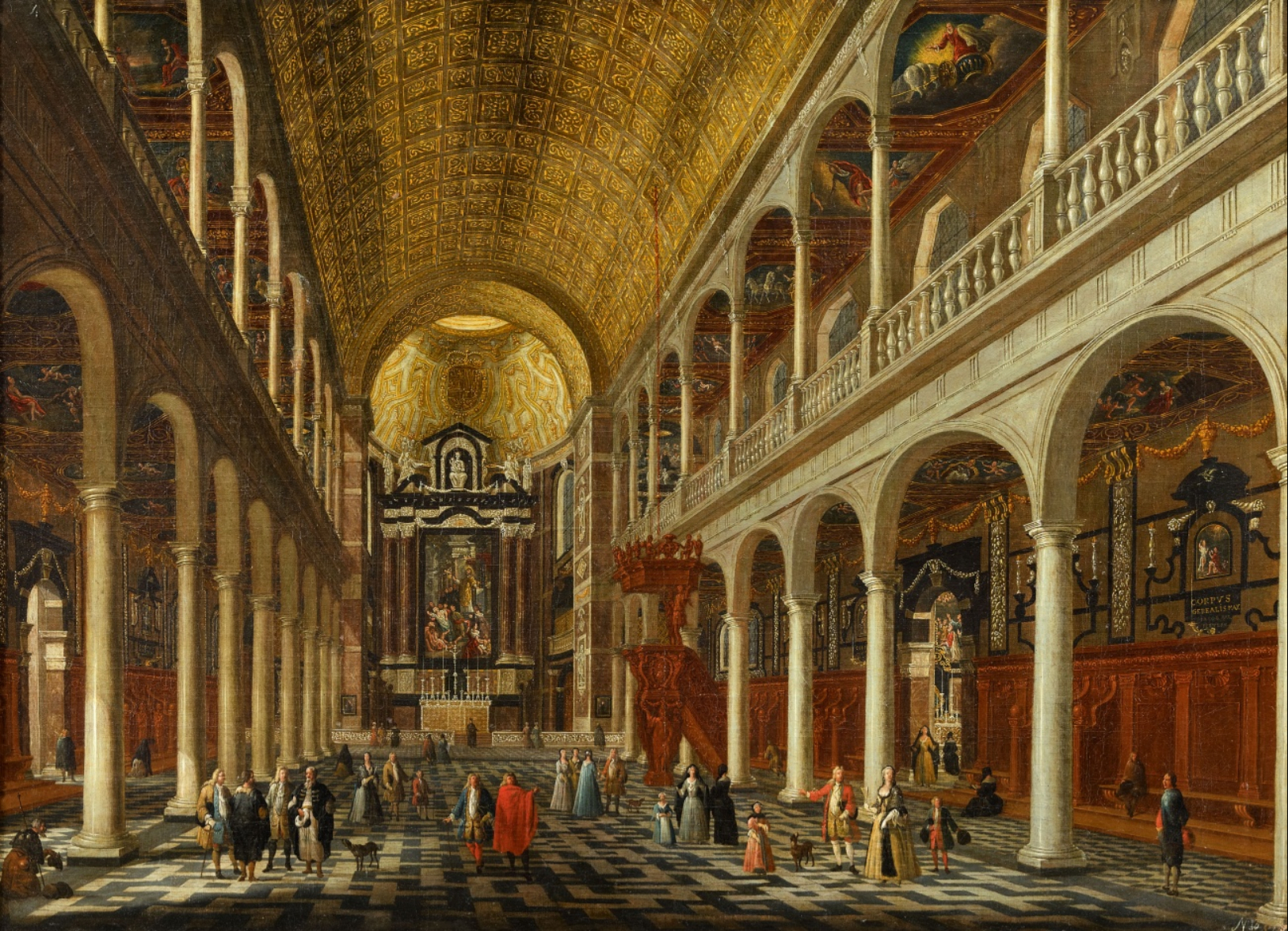
Interior de la iglesia jesuita en Amberes

 El trabajo de Peeters muestra una gran similitud con otros pintores de arquitectura flamencos de su época, como Jacobus Ferdinandus Saey y el propio alumno de Peeters, Jan Baptist van der Straeten. Las similitudes son tales que las obras de estos artistas a menudo no se pueden distinguir fácilmente entre sí. Jacob Balthasar Peeters o Anton Gunther Gheringh, otro pintor de arquitectura activo en Amberes, posiblemente pintó una pintura que representa el Patio de la Casa de Rubens en Amberes (Museo del Condado de Buckinghamshire, Aylesbury).